# Бутера, Гаэтано
Гаэта́но Буте́ра (итал. Gaetano Butera; 11 сентября 1924 — 24 марта 1944) — итальянский солдат, танкист, участник движения Сопротивления в Италии во время Второй мировой войны. Кавалер высшей награды Италии за подвиг на поле боя — золотой медали «За воинскую доблесть» (1944, посмертно).

## Биография
Родился 11 сентября 1924 года в коммуне Риези, Королевство Италия. Работал художником, однако после начала Второй мировой войны в 18 лет был призван в армию и вынужден был покинуть Сицилию. Служил в 4-м танковом полку в Риме.
После свержения режима Муссолини и оккупации Италии немецкими войсками участвовал в обороне Рима. Затем вступил в партизанский отряд «Вооружённая банда Лацио» (итал. "Bande armate del Lazio"), став участником Движения Сопротивления.

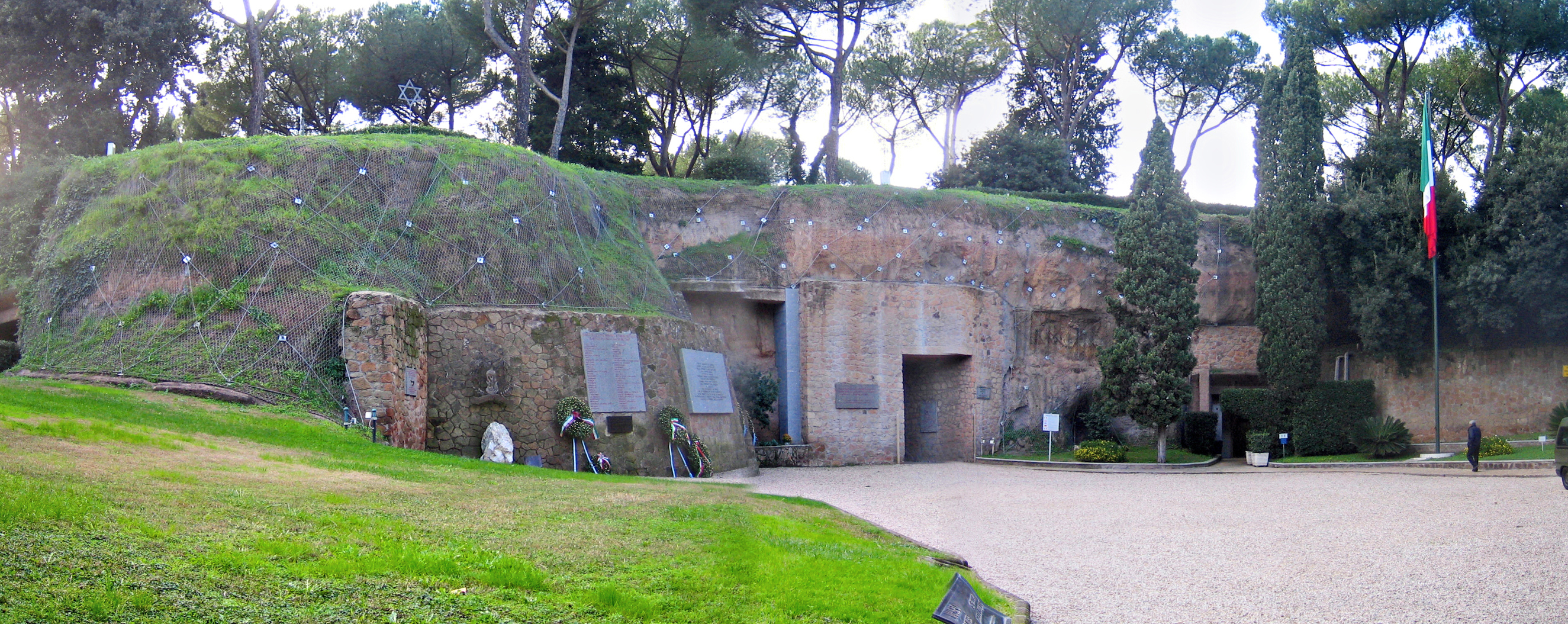
Вход в ардеатинские пещеры.

5 февраля 1944 года Гаэтано Бутера в составе группы партизан должен был выполнять задачу по выведению из строя сооружений в аэропорту Чампино. Однако об этом плане стало известно оккупационным властям из донесения информатора, и группа попала в засаду неподалёку от аэропорта. Одному из партизан удалось бежать, но Гаэтано Бутера и двое его товарищей (Leonardo Butticé и Goffredo Romagnoli) были схвачены. 15 февраля 1944 года он был доставлен в тюрьму на улице Тассо, подвергнут длительным пыткам и 24 марта 1944 года расстрелян в Ардеатинских пещерах.
Посмертно награждён золотой медалью «За воинскую доблесть».

Храбрый патриот, воевавший в составе боевых отрядов Движения сопротивления, проявил себя активным, мужественным и высоко эффективным бойцом. Не обращая внимания на серьёзные риски, которым он постоянно подвергался, блестяще выполнял все оперативные задачи, возложенные на него, показав себя отважным борцом за свободу и демонстрируя абсолютную преданность национальному долгу. Будучи схваченным врагом во время диверсии, с гордостью выдержал в заключении все мучения от варварских пыток, не выдав ничего о своей партизанской организации. Приговорённый к смерти, хладнокровно принёс свою жизнь в жертву во имя освобождения своей угнетённой страны.
Рим, сентябрь 1943 — март 1944.
Оригинальный текст (итал.)Audace patriota appartenente ad un gruppo di bande armate operanti sul fronte della resistenza, si distingueva per attività, coraggio ed alto rendimento. Incurante dei gravi rischi cui continuamente si esponeva, portava a compimento, brillantemente, tutte le missioni operative affidategli facendo rifulgere le sue doti di ardito combattente della libertà ed assoluta dedizione alla causa nazionale. Arrestato dalla sbirraglia nemica durante un’azione di sabotaggio, sopportava con fierezza nelle celle di tormento di via Tasso le barbare torture inflittegli senza nulla rivelare sull’organizzazione di cui faceva parte. Condannato a morte affrontava serenamente l’estremo sacrificio, pago di aver fatto il suo dovere verso la Patria oppressa, con l’olocausto della vita. 

Roma, settembre 1943 - marzo 1944.
— Из представления к награде

## Награды и звания
- Золотая медаль «За воинскую доблесть» (1944, посмертно)

## Память
В его честь в Риме названа одна из улиц (улица Гаэтано Бутера).